# Semiothisa cosmiata
Semiothisa cosmiata là một loài bướm đêm trong họ Geometridae.